# Angie Bainbridge
Angie Bainbridge (n. 16 octombrie 1989, Newcastle, New South Wales, Noul Wales de Sud, Australia) este o înotătoare ce a reprezentat Australia, medaliată olimpică. A participat la două ediții ale Jocurilor Olimpice (2008, 2012) în care a câștigat două medalii de aur și două medalii de argint.